# Naczęwoj
Naczęwoj – staropolskie imię męskie, złożone z dwóch członów: Naczę- ("zacząć") i -woj ("wojownik", może też "wojowanie"). Być może oznaczało "ten, który rozpoczyna wojowanie".